# El Carmen, Doctor Mora
El Carmen är en ort i Mexiko.   Den ligger i kommunen Doctor Mora och delstaten Guanajuato, i den centrala delen av landet, 220 km nordväst om huvudstaden Mexico City. El Carmen ligger 2 128 meter över havet och antalet invånare är 212.
Terrängen runt El Carmen är kuperad österut, men västerut är den platt. Terrängen runt El Carmen sluttar västerut. Runt El Carmen är det ganska glesbefolkat, med 36 invånare per kvadratkilometer. Närmaste större samhälle är San José Iturbide, 12,4 km sydväst om El Carmen. Trakten runt El Carmen består i huvudsak av gräsmarker.